# Punch (revista)
Punch va ser una revista britànica d'humor i sàtira publicada de 1841 al 1992, i de 1996 a 2002.
Va ser fundada el 17 de juliol de 1841 per Henry Mayhew i el gravador Ebenezer Landells. A l'inici, la revista era editada de manera conjunta per Mayhew i Mark Lemon. Punch va cobrar notorietat pel seu alt contingut d'acudits sobre irlandesos. La circulació va aconseguir el seu punt màxim a la dècada del 1940, amb 175.000 exemplars per tirada, encara que després va declinar gradualment fins al seu tancament el 1992, després de 150 anys de publicació. El 2004, gran part de l'arxiu de la revista va ser venut a la Biblioteca Britànica.

## Història

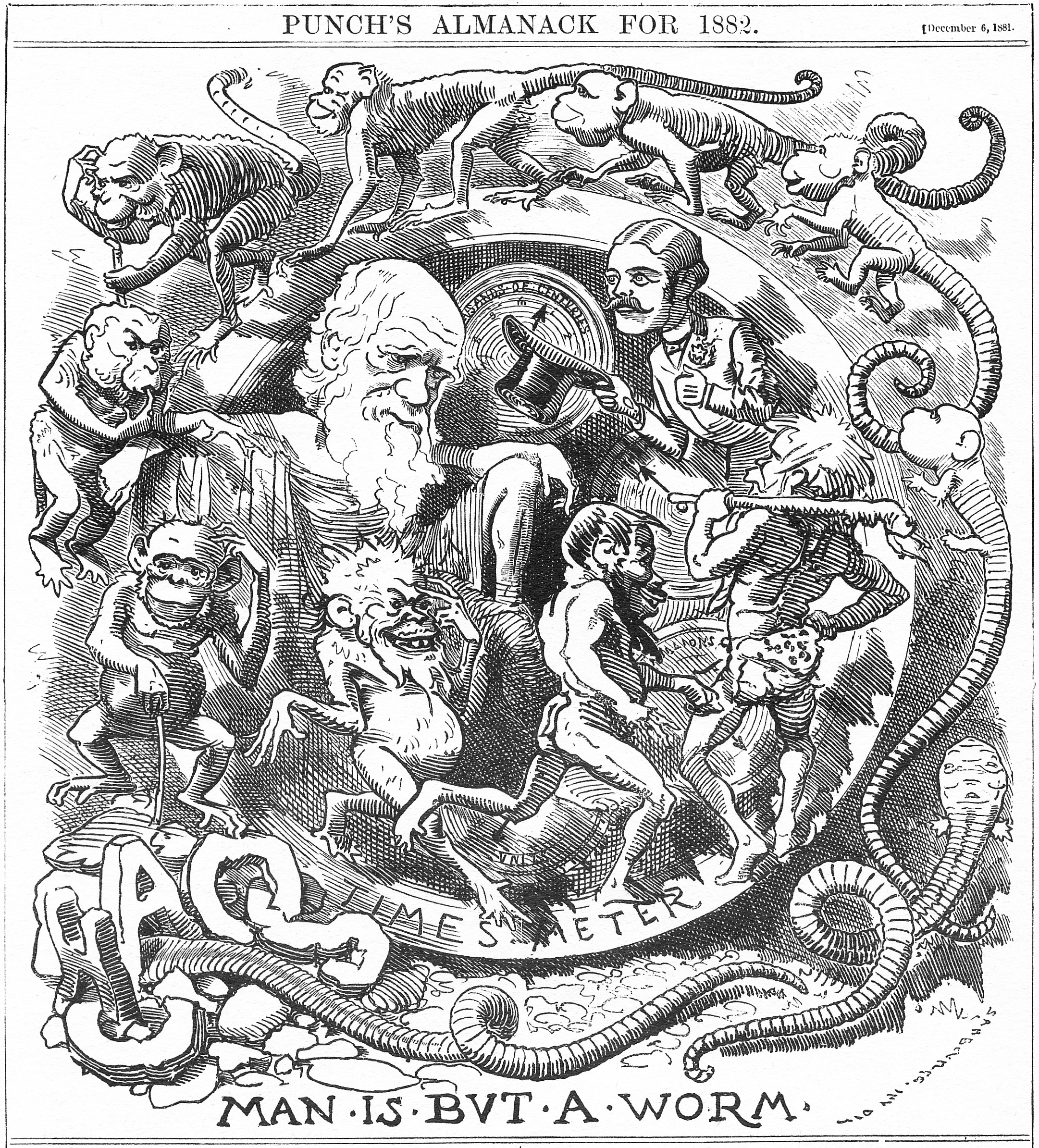
«L'home no és més que un cuc de terra»: l'almanac de 1882 de la revista Punch, publicat poc després de la mort de Darwin.

Subtitulada als seus inicis com «The London Charivari» (en al·lusió a la publicació satírica francesa Le Charivari), Punch reflectia la línia humorística d'aquella publicació. Els editors es van nomenar «Punch» i «Judy» com a al·lusió als cèlebres i anàrquics titelles, tradicionals en la comèdia anglesa; el nom de la publicació també al·ludia a una broma d'un dels primers editors de la publicació, Lemon de cognom, que insistia que «el ponx (punch, en anglès) sense llimona no val res». Mayhew va cessar com a editor el 1842 i es va convertir en assessor principal de la revista fins a 1845, quan va acabar la seva relació amb Punch. La publicació va ser primera per utilitzar la paraula cartoon per referir-se a una il·lustració còmica.
L'il·lustrador Archibald Henning va dissenyar la portada del primer número. Posteriorment, el disseny de coberta aniria variant amb els anys, fins que Richard Doyle va dissenyar el 1849 una plantilla definitiva. Entre 1860 i 1870, Punch (de tarannà conservador) es va enfrontar a una creixent competència d'origen liberal, com la revista Fun, però a partir de 1874 aquesta competència es va desdibuixar. La controvèrsia va arribar fins al cafè Evans de Londres, on les publicacions rivals organitzaven taules rodones de competència entre ells.

## Reaparició el 1996 i crisi
A començaments de 1996, l'empresari egipci Mohamed Al-Fayed va comprar els drets de la marca i la va rellançar. Es va dir que la seva intenció era donar una rèplica a la revista britànica Private Eye, que s'havia distingit per les seves crítiques a Fayed. La revista no va tenir massa èxit, i al maig del 2002 es va anunciar el seu tancament, de moment definitiu. Els informes de premsa parlen d'una pèrdua general de 16 milions de lliures (al voltant de 24,6 milions d'euros) després de sis anys de camí, quan només comptava amb 6.000 subscriptors.

## Col·laboradors

### Il·lustradors
- George Adamson
- Anton (Antonia Yeoman)
- Quentin Blake
- Richard Doyle
- Charles Keene
- John Leech
- Phil May
- Gerald Scarfe
- Ronald Searle
- Ralph Steadman
- John Tenniel
- William Makepeace Thackeray